# Trịnh Công Sơn
Trịnh Công Sơn (Dak Lak, 28 febbraio 1939 – Saigon, 1º aprile 2001) è stato un compositore e cantante vietnamita.
Assieme a Van Cao e Phạm Duy, è generalmente considerato una delle tre più importanti figure nel panorama musicale moderno vietnamita.